# Ragla
Ragla – wieś w Rumunii, w okręgu Bistrița-Năsăud, w gminie Dumitrița. W 2011 roku liczyła 344 mieszkańców.